# Takazumi Katayama
Takazumi Katayama (片山敬済, Kobe, 16 de abril de 1951) é um ex-motociclista japonês, campeão do mundo nas 350cc.
Katayama correu em 11 temporadas do mundial de motovelocidade, primeiro em 1974 e depois entre 1976 e 1985. Sua melhor temporada foi em 1977, quando terminou campeão nas 350cc, se tornando o primeiro japonês a conquistar um título mundial, assim como o primeiro asiático. Um japonês (e asiático) só viria a conquistar um título de pilotos novamente em 1993, com Tetsuya Harada. Katayama ainda esteve perto de vencer o mundial em outras duas oportunidades, em 1976, nas 250cc, e 1978, nas 350cc, todas correndo pela Yamaha, mas terminando com o vice-campeonato.
Durante sua passagem pelo mundial, Katayama ficou conhecido como um dos pilotos mais rápidos dentro das pistas. Sobre isso, o tetracampeão mundial italiano Walter Villa, que foi um dos seus principais rivais e o venceu na disputa pelo título de 1976, comentou: "Katayama era rápido. Vencê-lo era como ganhar na loteria."